# Carolin Ollivier
Carolin Ollivier, née en 1973 à Bonn (Allemagne), est une journaliste allemande de télévision. Elle exerce depuis le 15 octobre 2014 les fonctions de rédactrice en chef d'ARTE Journal et d'adjointe du directeur de l'information.

## Biographie
Après des études de sciences politiques à Bonn, Berlin et Paris, Carolin Ollivier est titulaire d'un diplôme franco-allemand en sciences politiques de l'Institut d'études politiques de Paris et de l'Université libre de Berlin. 
Après des débuts en tant que journaliste pigiste, elle collabore à Berlin via la société de production AVE Fernsehproduktionsgesellschaft à des émissions de débat politique sur des chaînes publiques allemandes (Friedman/ARD et Quergefragt/SWR) ainsi que pour l'émission culturelle d'ARTE, Metropolis. 
Elle rejoint ARTE en 2006, où elle exerce successivement les fonctions de journaliste-reporter, présentatrice du Journal et du magazine hebdomadaire ARTE Reportage et sera également correspondante à Bruxelles de 2009 à 2013.
Le 15 octobre 2014, l'assemblée générale d'ARTE la nomme rédactrice en chef du journal d'ARTE et adjointe au directeur de l'information.

## Politique éditoriale et stratégie numérique
« Nous pensons Européen » : c'est ainsi qu'elle définit la ligne éditoriale d’ARTE Journal, européenne et tournée vers l'international, évitant délibérément faits divers, sports, et sans obligation de traiter l'actualité française ou allemande. « Ce n'est pas une obligation. Nous n'avons pas de quotas à respecter », selon Carolin Ollivier. « Là ou un Allemand traitera une information d’une façon factuelle, un Français aura une écriture plus colorée. La ‘culture Arte’ essaie d’emprunter le meilleur à ces deux mondes », confie Carolin Ollivier dans un entretien à Reporters d'Espoirs. 
En juin 2022, elle justifie la suppression de l'édition de la mi-journée d’ARTE Journal par la nécessité de « proposer de nouveaux formats d’information sur le numérique », tels que Arte Info Plus, des pastilles thématiques de décryptage de l'information alliant reportage et analyse ou le journal hebdomadaire en quatre langues (allemand, anglais, espagnol et français) annoncé pour l'automne 2022, dont le ton doit être selon elle « plus direct et pédago » que celui du journal du soir.